# He Who Rides a Tiger
He Who Rides a Tiger is een Britse misdaadfilm uit 1965 onder regie van Charles Crichton.

## Verhaal
Peter Rayston is een juwelendief, die zich in mondaine kringen beweegt om in kennis te komen met zijn slachtoffers. Alles loopt gesmeerd, totdat Peter onder zijn slachtoffers een meisje leert kennen, dat niet alleen straatarm blijkt te zijn, maar op wie hij bovendien ook nog verliefd wordt.

## Rolverdeling
| Acteur             | Personage                  |
| ------------------ | -------------------------- |
| Tom Bell           | Peter Rayston              |
| Judi Dench         | Joanne                     |
| Paul Rogers        | Commissaris                |
| Kay Walsh          | Mevrouw Woodley            |
| Ray McAnally       | Directeur van het weeshuis |
| Jeremy Spenser     | De Panda                   |
| Peter Madden       | Peepers Woodley            |
| Inigo Jackson      | Brigadier Scott            |
| Annette Andre      | Julie                      |
| Edina Ronay        | Anna                       |
| Nicolette Pendrell | Ellen                      |
| Ralph Michael      | Carter                     |
| Frederick Piper    | Mijnheer Steed             |
| Rita Webb          | Flower Seller              |
| Robin Hughes       | Brigadier Crowley          |